# 로트슈테텐
로트슈테텐(독일어: Lottstetten)은 독일 바덴뷔르템베르크주의 발츠후트군에 있는 자치체이다.

## 역사
1806년에 로트슈테텐은 바덴의 일부가 되었다.
1840년부터 1935년까지 로트슈테텐의 영토는 알텐부르크, 예슈테텐 및 당시 데티그호펜과 함께 관세 면제 구역을 형성한 지역의 일부였으며, 독일 관세 지역의 일부가 아니었다. 주민들은 자신의 농산물을, 스위스는 물론 독일의 나머지 지역에도 제공할 수 있었다. 이러한 상황은 독일의 다른 지역에 비해 더 높은 생활 수준과 번영을 가져왔다.

## 지리
로트슈테텐은 삼면이 스위스와의 국제 및 관세 국경으로 둘러싸여 있다. 마을의 서쪽, 남쪽 및 동쪽에는 라인강과 스위스 영토가 있다. 스위스로 향하는 도로 국경 횡단은 취리히주의 라프츠가 있는 로트슈테텐 근처에 있으며, 라프츠의 솔겐 부분과 샤프하우젠주 뤼들링겐시의 나크(Nack)에서 이슐리크(Ischläg) 교차로가 있다.

## 교통

### 철도
로트슈테텐역은 스위스 연방 철도에서 은행하는 국경 횡당 에글리자우-노이하우젠선에 위치해 있으며, 취리히 S-반 노선 S9가 운행된다. 로트슈테텐은 완전히 독일 내에 위치한 스위스가 운영하는 두 개의 역 중 하나이며, 다른 하나는 예슈테텐역이다. 2010년 12월까지 세 번째 역, 즉 스위스 노이하우젠 암 라인팔과의 국경에 가까운 예슈테텐의 일부인 알텐부르크에 위치한 알텐부르크-라이나우역이 운영되었지만, 독일 당국의 항의에도 불구하고 역은 적은 승객수로 인해 스위스 정부에 의해 폐쇄되었다.
로트슈테텐을 오가는 노선은 모두 독일 철도 네트워크와 직접 연결되어 있지 않다.
역은 국경 역이며 독일과 스위스의 지역 운송 관세 구역에 있다.
독일 노선의 어느 역에도 정차하지 않고, 로트슈테텐을 통과하는 열차는 열차와 승객이 기술적으로 스위스 관세 지역을 떠나 유럽 연합 관세 지역에 들어가 더라도 어느 한 국가의 관세 절차나 제한을 받지 않는다. 그리고 다시 스위스 관세 영역에 들어가게 된다. 이와 관련하여 양국 간에 협정이 체결되어 1936년에 법으로 제정되었다.

### 페리
여름에는 라인강의 작은 페리보트 서비스가 로트슈테텐의 작은 마을인 나크(Nack)와 이웃한 스위스의 마르탈렌의 일부인 엘리콘 암 라인을 연결하는 운항을 하고 있다. 페리 서비스는 1500년까지 거슬러 올라간다. 현재 서비스는 1905년부터 운영되었지만, 제2차 세계 대전이 발발하자 스위스는 국경을 폐쇄하고 페리 보트 운항은 1905년 동안 운영되지 않았다. 1972년까지 스위스 강변에는 세관 검문소가 있었다. 오늘날에도 페리는 스위스 세관 직원이 여전히 사용할 수 있다.